# Валява (остановочный пункт)
Валява (пол. Walawa) — остановочный пункт в селе Валява в гмине Орлы, в Подкарпатском воеводстве Польши. Имеет 2 платформы и 2 пути.
Остановочный пункт на ведущей к польско-украинской границе железнодорожной линии Краков-Главный — Медыка.